# 十胡
十胡，或稱為十侯，是流傳於台灣的四色牌遊戲。

## 牌具

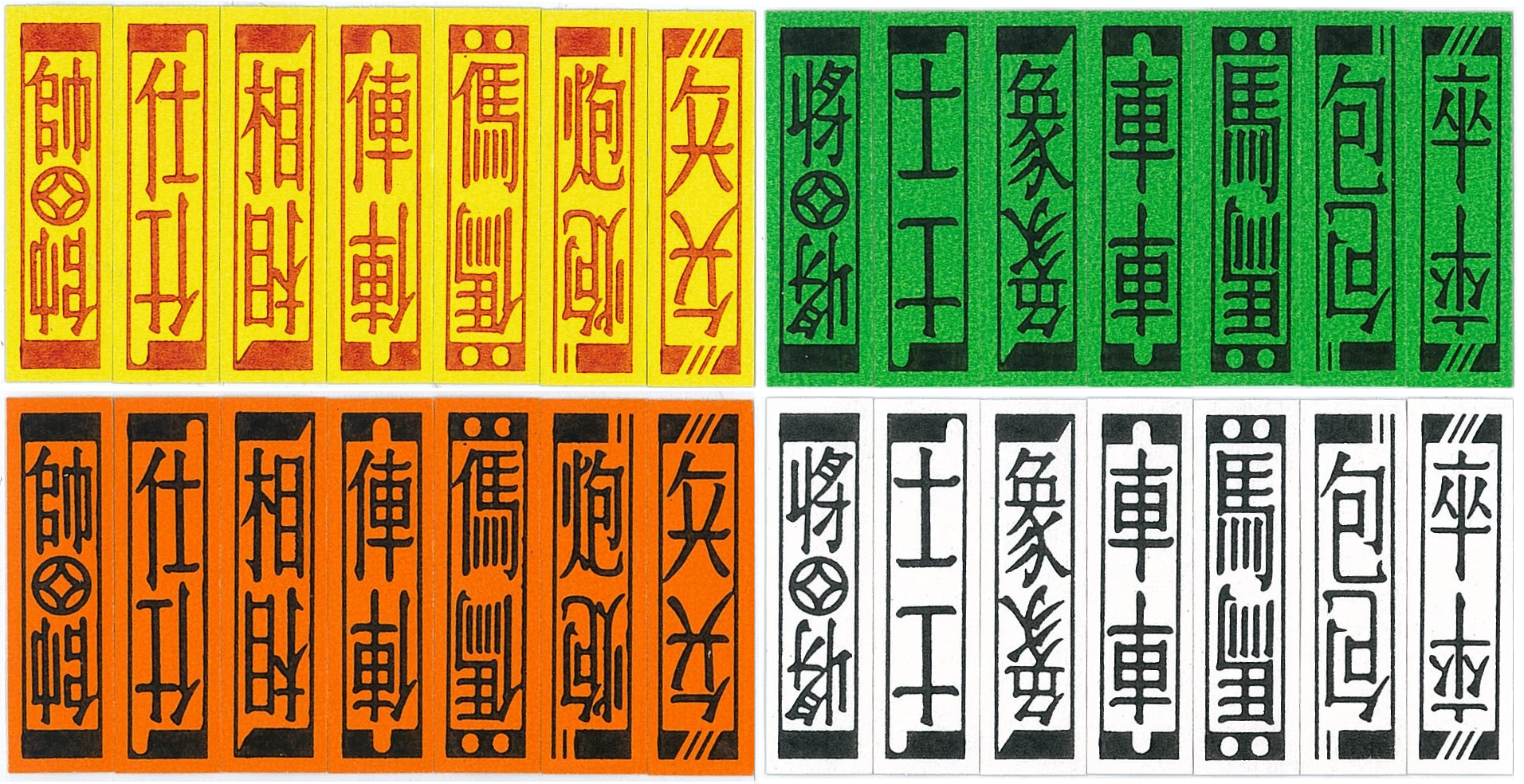
台灣四色牌

- 類於一般的四色牌，上下兩端則會有像水滸牌的類似標記。
- 每種顏色的字牌各有4張，一副牌有 將士象車馬包卒 和 帥仕相俥傌炮兵 等7種字、4種顏色，合計112張牌。

## 牌規

### 流程
- 決定莊家及座位：每位玩家抽一張比大小決定座位順序。牌的大小為 帥>將>仕>士>相>象>俥>車>傌>馬>炮>包>兵>卒，顏色大小為 黃>紅>綠>白，牌的大小優先於顏色；若有多人拿到同色同張牌，則以先拿者為大（或年長者為大）。
- 由閒家負責洗牌，莊家負責發牌，由莊家自己開始發牌；習慣照順時針(莊家左手邊)發牌；發完後剩下的牌放置於牌桌中央作為牌堆。
- 由莊家先出牌，逆時針(莊家右手邊)的玩家為下家，每位玩家依序出牌。
- 可供2人到6人遊戲。2~5人遊戲時，莊家摸二十一張，閒家摸二十張。6人遊戲時，莊家摸十六張牌，閒家摸十五張。
- 閱牌後可決定要不要跟玩，在莊家打出第一張牌前可以棄權，則該玩家損失該輪壓底。
- 牌堆的最後6張牌為廢牌，當倒數第7張被玩家摸起，若該回合出牌後若無人胡牌，即為流局結束，原莊家繼續做莊重新開始一輪遊戲。
- 五人以上稱為五龍，所有賭注（台與底）變為兩倍。五龍因剩餘牌堆張數較少，故沒有6張廢牌設定，摸至牌堆用盡為止。
- 行牌類似麻將，由莊家先打出牌，同樣有吃、碰、槓。摸牌需公布，如不能吃、明碰、明槓就需打出、能組成以下五種才能吃牌，自摸、胡牌者優先。
- 當有一家胡牌後，該玩家成為下一輪的莊家。

- - 三張三色的兵、卒，稱為「三色兵卒」、「三色卒」。
  - 四張四色的兵、卒，稱為「四色兵卒」、「四色卒」。
  - 三張同色的帥、仕、相或將、士、象，稱為「將士象」或「軍落」。
  - 三張同色的俥、傌、炮或車、馬、包，稱為「車馬包」。
  - 二張同色牌稱「對子」。
  - 四張同色同字的槓牌稱「開招」或「開蕉」。

- 組成十胡或八胡(十台或八台)以上為胡牌。[2]

### 牌值
- 各牌組的胡數(台數)如下表。[2]

| 牌型     | 胡數 (台數) |
| -------- | ----------- |
| 車馬包   | 1           |
| 將士象   | 2           |
| 三色兵卒 | 3           |
| 四色兵卒 | 5 （或4）   |
| 明刻     | 1           |
| 暗刻     | 3           |
| 明槓     | 6           |
| 暗槓     | 8           |

### 其他規定
- 手牌有暗刻（同牌同色三張）不能拆開吃、碰。
- 當手牌暗刻的第四張牌出現時必須強制開槓，漏槓包牌。
- 同樣牌不能吃入又打出。
- 碰牌優先於洗清吃對子。
- 不能單吃對子又拆手中對子。
- 放銃或自摸都是閒家全賠莊家。
- 已打出的牌沒有吃或碰，下次再打出只能叫胡，不能再吃碰。
- 起手牌單一支兵卒（孤兵卒）第一次吃牌後就必須先打，沒有需罰胡台數或包牌不能胡。
- 兵、卒不同色三支或四支，不論吃出或在手牌單支為一台，同色碰出僅一台，槓出為六台，暗槓為八台。
- 將、帥單支為一台，除了同色三隻出現第四隻需要強制開槓（開蕉）以外，一對出現第三隻不能碰。